# La novia del mar
La novia del mar (en inglés Sea of dreams) es una película estadounidense y mexicana producida en el año 2006 y dirigida por José Borjorquez.

## Sinopsis
Grecia (Sendi Bar) sale de la isla en la que vivía en una embarcación con sus padres para mudarse a la ciudad, la embarcación se hunde y el mar la lleva de regreso a la isla, con perlas de mar en la cabeza, lo cual hace pensar a la gente del pueblo que la niña está bendecida por el mar. Al paso de los años Grecia se convirtió en una mujer y era pretendida por Benjamín y Sebastián, hijos de la curandera del pueblo y madrina de Grecia. Con las perlas que Grecia encontraba en el mar, el pueblo tenía una gran actividad pesquera, sobre todo con los pescados dorados. Pero un día, todo cambió cuando Benjamín y Grecia jugaban en el mar y este fue agarrado por él y posteriormente murió ahogado. Nurka (curandera del pueblo) predice entonces que el mar ahogó a su hijo porque estaba enamorado de Grecia y que todo hombre que la ame está destinado a morir. Después de la muerte de Benjamín, el pueblo le guarda rencor a Grecia, diciendo que está maldita, todos dejan de usar las perlas que solo ella conseguía y la producción pesquera bajo considerablemente en el pueblo. Se acabaron los pescados dorados.
Años después, el único amigo de Grecia era el mar. Se le veía horas y horas jugando con las olas, a todas horas.
Grecia también mantiene una relación secreta con Sebastián, hijo de Nurka.
Un día llega al pueblo Marcelo, un bohemio viajero y aventurero. Marcelo se enamora de su belleza al verla caminar por el mercado entre la multitud.
Por otro lado Sebastián vive con temor al mar.
Marcelo empieza a pretender a Grecia a pesar de las advertencias de Nurka. Por otro lado el mar intenta ahogar a Sebastián, desde ese momento Grecia y él se alejan cada vez más. También Grecia va a la playa, donde está descansando Marcelo. Grecia ve los álbumes de dibujos que tiene de su padre y le invita a su casa para enseñárselos a Rina. Al día siguiente Marcelo invita a Grecia a volar una cometa y Grecia a su vez le invita a enseñarle el pueblo. En el mercado la gente susurra chismes de los dos y Nurka le cuenta a Marcelo la leyenda que pesa sobre Grecia. Por suerte Marcelo no se cree nada. En el “Día de los difuntos” (día en que los muertos regresan al mundo de los vivos) Marcelo y Tomaso van a casa de Rina y Grecia y forman una pequeña fiesta. Mientras tanto, Sebastián está decidido a irse con Grecia a la ciudad y va a buscarla pero cuando llega la ve riéndose viendo bailar a Rina y al forastero. Cruzan una mirada (dolida la de él, sorprendida la de ella) y Marcelo coge a Grecia para bailar con ella. Cuando Grecia vuelve a mirar, Sebastián ya no está. Todo el pueblo cree que Sebastián está muerto. Una vecina llama a Grecia asesina y le quema la casa. Grecia cree que su única salida es irse del pueblo. Cuando ella y Rina están a punto de irse, la gente empieza a llamarla asesina y a tirarle tomates. Nurka intenta calmarles pero no puede. Una vecina le tira un vaso que le da a Grecia en la cabeza y se desmaya. Pero Marcelo calma a la gente y se la lleva a la iglesia. Allí le propone matrimonio a Grecia y ella accede. Mientras tanto el mar está inundando el pueblo. Nurka va a la iglesia a contarle la verdad de su nacimiento a Grecia: su madre se enfadaba mucho con su padre y cada vez que lo hacía el cordón umbilical se enroscaba más en el cuello de Grecia hasta que la niña nació muerta. Nurka la bañó en el agua del mar y la niña salió con vida, pero solo le daba vida para 20 años; ahora ella debía volver con el mar, él la estaba reclamando. Grecia va al mar por su propia voluntad y cuando se mete en el agua desaparece. Marcelo intenta recuperarla pero ya es demasiado tarde; ahora ella es del mar. Aún la gente cree ver a una mujer bellísima bañándose en el mar y Marcelo dice ver algunas que otras veces a Grecia pero que ella nunca mira hacia atrás ella siempre se baña y vuelve a sumergirse donde le espera el mar su salvador y al que ha robado el corazón desde que nació.

## Características
Los productores de la cinta son José Bojórquez y Nikolay Todorov. La duración es de 99 minutos y este drama no se recomienda para menores de 13 años.

## Intérpretes
- Johnathon Schaech
- Sendi Bar
- Angélica María
- Nicholas González
- Seymour Cassel
- Sonia Braga